# 奥莱阿克代叙
奥莱阿克代叙（法語：Oléac-Dessus）是法国上比利牛斯省的一个市镇，位于该省中部略偏北，属于塔布区。该市镇总面积3.72平方公里，2009年时的人口为98人。

## 人口
奥莱阿克代叙人口变化图示